# Philip Ifil
Philip Nathan Ifil (Willesden, Inglaterra, 18 de noviembre de 1986) es un futbolista inglés, se desempeña en todas las posiciones de la defensa y actualmente se encuentra sin equipo tras acabar su contrato en 2011 con el Dagenham & Redbridge FC.

## Clubes
| Club                    | País       | Año         |
| ----------------------- | ---------- | ----------- |
| Tottenham Hotspur FC    | Inglaterra | 2004 - 2005 |
| Millwall FC             | Inglaterra | 2005 - 2006 |
| Tottenham Hotspur FC    | Inglaterra | 2006 - 2007 |
| Southampton FC          | Inglaterra | 2007 - 2008 |
| Colchester United FC    | Inglaterra | 2008 - 2010 |
| Dagenham & Redbridge FC | Inglaterra | 2010 - 2011 |

- Datos: Q2551084